# Nina Wedell-Wedellsborg
Nina Louise baronesse Wedell-Wedellsborg (født 13. maj 1964 i Charlottenlund) er en dansk direktør for auktionshuset Sotheby's afdeling i Danmark, søster til Johan Wedell-Wedellsborg og Ditlev Wedell-Wedellsborg.
Hun er datter af Hanne og Ebbe Wedell-Wedellsborg og er vokset op i Trørød. Hun er uddannet akademiøkonom fra Niels Brock i København og blev daglig leder af Galleri "Hus for Nutidskunst". Dernæst var hun salgschef i IKEA 1988-89, salgschef på Hotel Scandinavia 1990-92 samt nordisk chef for PR og marketing hos kosmetikfirmaet Estée Lauder 1992-2002. I 2003 overtog hun ledelsen af Sotheby's danske afdeling, som var blevet grundlagt af hendes mor.
Hun er bestyrelsesmedlem i Niels Wessel Bagges Kunstfond (formand) samt Magasin du Nord Fonden og Barndrømmen.dk. I 2013 blev hun optaget i Kraks Blå Bog.
2006-12 var hun medejer af Charlottenlund (Hou Sogn).
Siden 12. august 1989 har hun været gift (Kastelskirken) med ejendomsudvikleren og shippingmanden Peter Aandahl.